# Passo del Vivione
Il passo del Vivione è un valico alpino delle Alpi centrali italiane (Alpi e Prealpi Bergamasche), posto a quota 1.828 m s.l.m. che collega la valle di Scalve alla val Paisco, entrambe tributarie della val Camonica. Il passo mette in comunicazione la provincia di Bergamo con quella di Brescia, pur avendo la vetta interamente in territorio bergamasco.

## Descrizione
Il passo si trova nelle Alpi e Prealpi Bergamasche e dal punto di vista orografico separando geomorfologicamente le Alpi Orobie a nord dalle Prealpi Bergamasche a sud-est.
La carrozzabile che raggiunge il passo è la strada statale 294, strada estremamente stretta in buona parte del suo percorso e che viene generalmente aperta al traffico automobilistico solo durante i mesi estivi, quando viene percorsa comunque da un traffico molto contenuto, composto soprattutto da turisti.
Nell'agosto 2005 nei pressi della strada che conduce al passo furono rinvenuti i corpi mutilati di Aldo e Luisa Donegani, due coniugi bresciani scomparsi da casa poco tempo prima.

## Ciclismo

### Descrizione della salita
Partendo dalla val di Scalve la strada inizia da Schilpario e sale regolare per 12 km superando un dislivello di 728 m, regalando un bellissimo panorama sul pizzo Camino e sul cimone della Bagozza. Il tracciato percorre inizialmente una pineta che occupa il fondovalle, ma poco dopo la località di Cimalbosco e la chiesetta di Santa Barbara vi sono diversi tornanti, preludio agli ultimi chilometri, dove la carreggiata è esposta e stretta ma il manto stradale è ottimo.
Il versante bresciano misura invece 20 km e parte da Forno Allione, a quota 440 m s.l.m. La salita si snoda per i primi 15 km nel bosco attraversando antichi borghi con pendenza sempre costante fra il 6 e l'8%. Gli ultimi chilometri sono i più panoramici ma anche i più difficoltosi, con pendenza costante del 12%. La bellezza e la tranquillità della zona regalano alla salita grande suggestività.

### Giro d'Italia
Il valico è stato inserito 3 volte nel percorso del Giro d'Italia, a partire dall'edizione 1981:
| Anno | Tappa                     | km  | Primo in vetta     | Versante scalato |
| ---- | ------------------------- | --- | ------------------ | ---------------- |
| 1981 | 18ª: Borno > Dimaro       | 127 | Claudio Bortolotto | Bergamasco       |
| 2004 | 19ª: Bormio > Presolana   | 122 | Stefano Garzelli   | Bresciano        |
| 2008 | 19ª: Legnano > Monte Pora | 238 | Vasil' Kiryenka    | Bresciano        |

## Galleria d'immagini

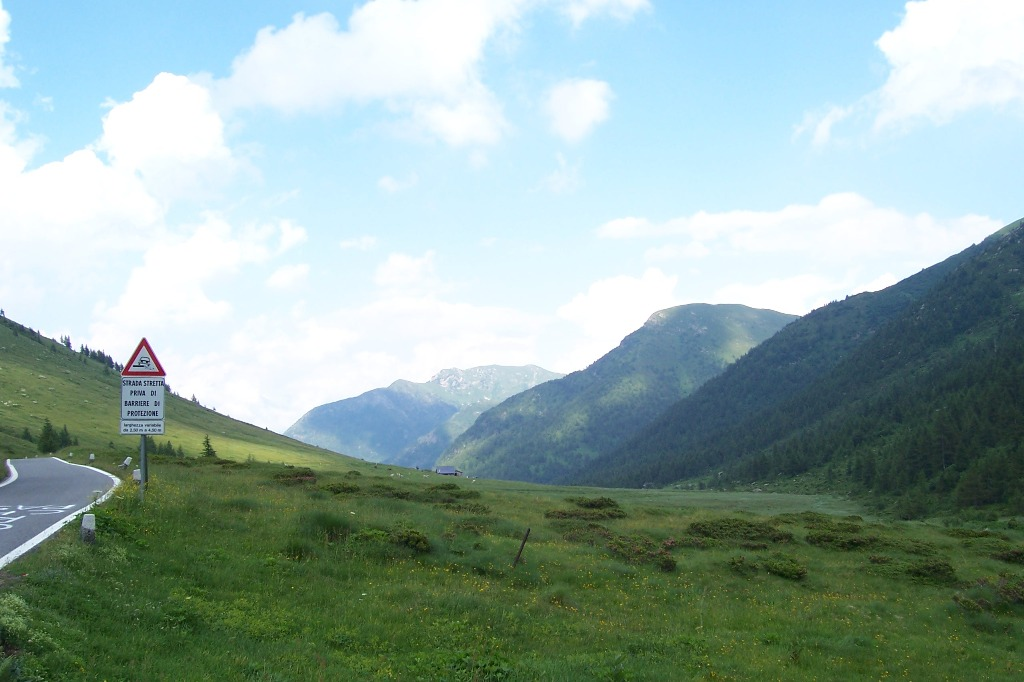
Vista verso la val Camonica
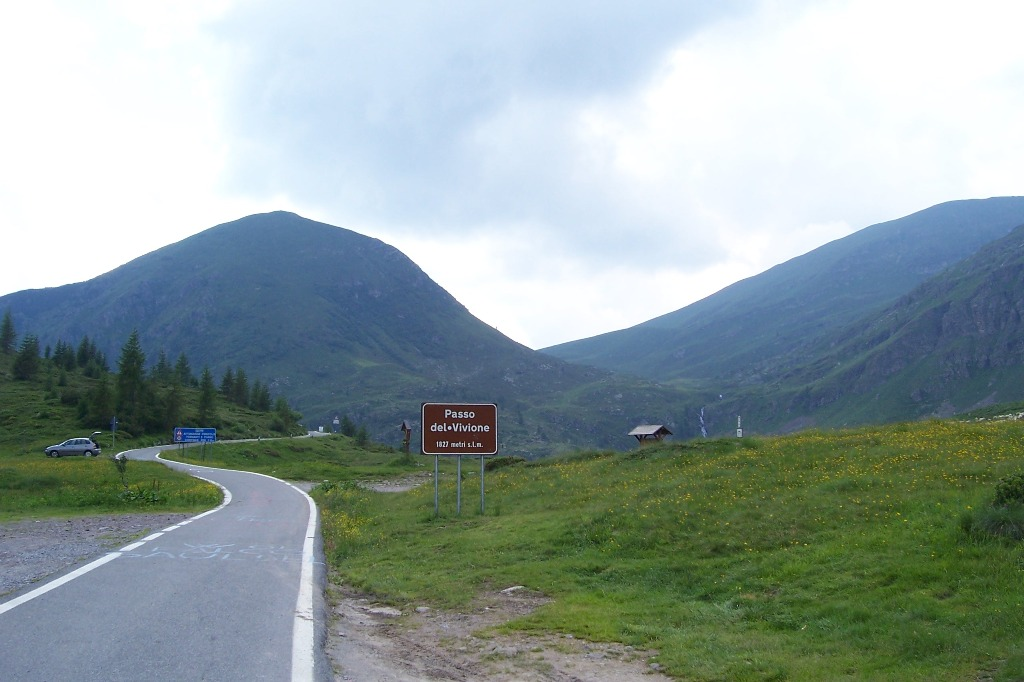
Vista verso la val di Scalve